# Gnamptodon unifossa
Gnamptodon unifossa är en stekelart som först beskrevs av Fischer 1963.  Gnamptodon unifossa ingår i släktet Gnamptodon och familjen bracksteklar. Inga underarter finns listade i Catalogue of Life.